# Ruth Chatterton

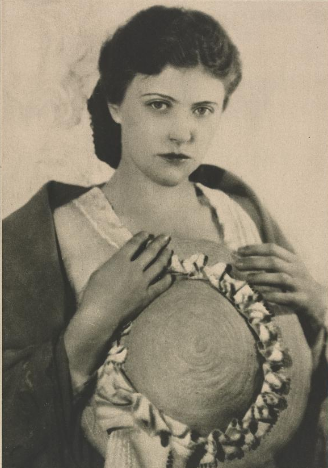
Ruth Chatterton (1921)

Ruth Chatterton (* 24. Dezember 1892 in New York City, New York, Vereinigte Staaten; † 24. November 1961 in Norwalk, Connecticut, Vereinigte Staaten) war eine US-amerikanische Schauspielerin, Autorin von Theaterstücken und Romanen sowie Pilotin. Sie war während der frühen 1930er Jahre der größte weibliche Star der Paramount.

## Leben
Ruth Chatterton war die Tochter eines angesehenen und erfolgreichen Architekten. Sie gab ihr Bühnendebüt im Alter von zwölf, hatte ihr erstes Engagement am Broadway mit 18 und wurde zwei Jahre später durch die Mitwirkung in Daddy Long Legs zu einem Bühnenstar.
Trotz mehrerer Angebote drehte sie ihren ersten Film, und einzigen Stummfilm, Sins of the Fathers an der Seite von Emil Jannings erst 1928. Mit dem Aufkommen des Tonfilms wurde ihre klare Aussprache rasch beliebt, und sie wurde 1929 zum größten Star des Studios durch die Verfilmung des Bühnenklassikers Madame X, bei der Lionel Barrymore Regie führte. Sie wurde dafür an MGM ausgeliehen und für einen der ersten Oscars nominiert. Der große Erfolg des Films brachte Chatterton den Titel First Lady of the Talkies ein. Das Studio setzte sie in der Folgezeit oft als leichtlebige Dame mit dubiosem Hintergrund in melodramatischen Liebesgeschichten oder als elegante Angehörige der besseren Gesellschaft in Komödien wie The Laughing Lady oder Charming Sinners, beide 1929, ein. Ihren größten finanziellen Erfolg hatte sie 1930 mit Sarah and Son, der sie als österreichische Opernsängerin zeigte, die ihren unehelichen Sohn aufgeben muss und am Ende doch glücklich wird. Die Kritiker lobten ihre Fähigkeit, den schweren Akzent des Anfangs im Laufe der Handlung subtil zu modulieren. Angesichts der immer noch unzulänglichen Aufnahmetechnik war das eine erhebliche Leistung, die ihr ihre zweite Oscarnominierung einbrachte. The Right to Love aus demselben Jahr präsentierte Chatterton in einer Doppelrolle als steife Missionarin und deren ruheloser Tochter.
Ende 1931 ließ sich Chatterton, deren Stellung als größter Star des Studios durch Marlene Dietrich gefährdet wurde, für eine Gesamtgage von 675.000 US-Dollar für sechs Filme von Warner Brothers abwerben, was einer Gage von 112.500 US-Dollar pro Film entsprach. Der Vertrag lief über zwei Jahre und Chatterton erhielt 35.000 US-Dollar sofort und den Rest, um steuerliche Vorteile zu gewinnen, verteilt über 80 wöchentliche Raten von 8.000 US-Dollar. Chatterton hatte sich Mitspracherecht bei allen Drehbüchern sowie bei der Wahl der Besetzung und des Regisseurs ausbedungen. Der erste Film, den sie 1932 drehte, war eine elegante Komödie, The Rich Are Always with Us, in der die junge Bette Davis eine Nebenrolle hatte. Davis schrieb später in ihrer Biographie, sie hätte der Chatterton vor der ersten gemeinsamen Szene gestanden: Ich habe so verdammte Angst vor Ihnen, ich bin sprachlos. Die beiden Schauspielerinnen kamen danach gut miteinander aus.

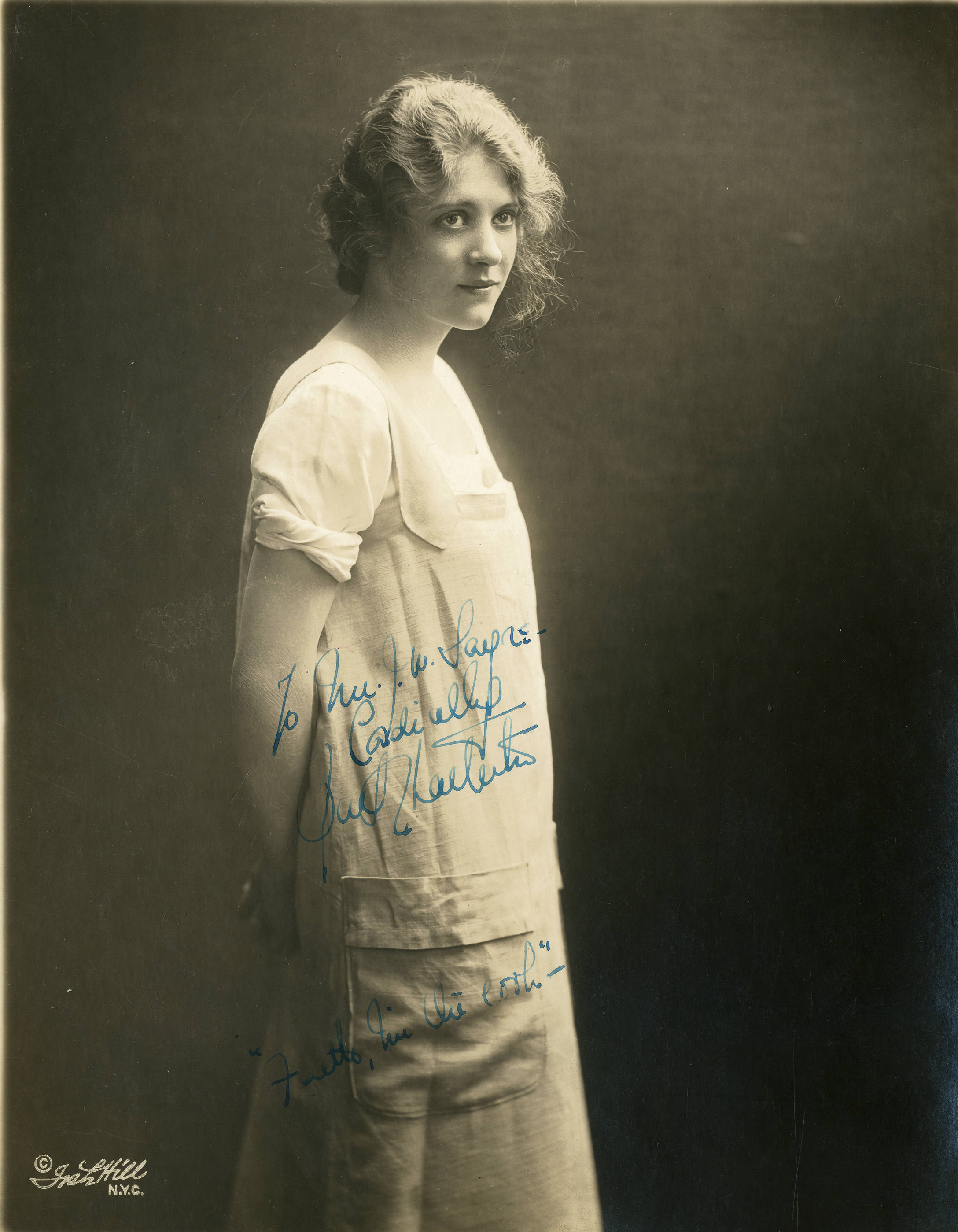
Ruth Chatterton (1917)

Der erhoffte Karriereschub blieb jedoch für Ruth Chatterton aus und die Qualität der Drehbücher ließ allmählich nach. Sie drehte den letzten Film Journal of a Crime bei Warners 1934 und verließ das Studio im Streit, nachdem sie sich geweigert hatte, als Prostituierte in Mandalay aufzutreten. Nach zwei billig produzierten Filmen bei Columbia und 20th Century Fox schien ihre Laufbahn beim Film beendet. Samuel Goldwyn bot ihr 1936 die Rolle der alternden Ehefrau des Walter Huston gespielten Self-Made Millionärs in Zeit der Liebe, Zeit des Abschieds unter der Regie von William Wyler an. Das Filmdrama, das auf einem Roman von Sinclair Lewis beruht, brachte ihr herausragende Kritiken ein, verhalf ihr jedoch nicht zum erhoffenten Comeback. Unzufrieden mit den Rollenangeboten, die sie danach in den USA erhielt, darunter das Angebot für die Hauptrolle in Stella Dallas, ging Ruth Chatterton 1937 nach England, wo sie zwei Filme drehte und gelegentliche Rollen am Theater annahm. Ihr Status als Filmstar ging an jüngere Schauspielerinnen verloren. 
1939 kam sie in die USA zurück und konzentrierte sich im Anschluss auf ihre Bühnenkarriere. 1946 wirkte sie neben Marlon Brando und Paul Muni in einer Nebenrolle in dem Theaterstück A Flag Is Born von Ben Hecht mit. Im selben Jahr 1946 inszenierte Chatterton für ihre alte Freundin Kay Francis eine Tourneeaufführung der Boulevardkomödie Windy Hill. In zwei aktuellen Biographien über Francis lassen sich die teilweise dramatischen, teilweise komischen Ereignisse nachlesen, die die Aufführungen begleiteten. Zahlreiche Auftritte im Stock theater und im Tourneetheater beschäftigten die Schauspielerin bis Ende der 1950er. Ruth Chatterton absolvierte auch sporadische Auftritte im Fernsehen, darunter 1953 neben Maurice Evans in der ersten Fernsehproduktion von Hamlet. 
Chatterton veröffentlichte ab 1950 fünf Romane. Ihr Debütroman Homeward Bound beschäftigte sich mit Antisemitismus und schaffte es auf die Bestsellerliste der New York Times. The Betrayers behandelte kritisch die Maßnahmen gegen Kommunisten unter Senator Joseph McCarthy. Auch die übrigen Romane hatte zum Teil kontroverse Themen. Southern Wild, ihr letztes Buch, schilderte die Auswirkungen von Rassenvorurteilen und die Diskriminierung von Mitgliedern der afro-amerikanischen Bevölkerung in den südlichen Bundesstaaten der USA. Die Schauspielerin war außerdem in der American League for a Free Palestine engagiert, die sich aktiv für die Gründung des Staates Israel einsetzte. 

## Privates
Ruth Chatterton war drei Mal verheiratet: Ihre Ehen mit den Schauspielern Ralph Forbes und George Brent wurden geschieden, ihre dritte und letzte Ehe mit Barry Thomson hielt von 1942 bis zu dessen Tod 1960. Im November 1961 starb sie unerwartet im Alter von 68 Jahren an einer Hirnblutung in ihrem Landhaus in Connecticut.
Über ihre Freundschaft zu Amelia Earhart entdeckte Chatterton ihre Leidenschaft für die Sportfliegerei. Sie organisierte Mitte der 1930er Jahre Flugwettbewerbe, so das Los Angeles-nach-Cleveland Ruth Chatterton Continental Air Derby im August 1935. Daneben gab sie selber Flugunterricht, darunter auch dem Schauspieler Brian Aherne.
Ein Stern auf dem Hollywood Walk of Fame, Höhe 6263 Hollywood Boulevard, erinnert an die Schauspielerin. Mit dem wiedererwachten Interesse an „Pre-Code“-Filmen, die vor Inkrafttreten des Hays Code gedreht wurden, wurde auch Chatterton wieder einer breiteren Öffentlichkeit bekannt. 

## Filmografie
- 1928: Sünden der Väter (Sins of the Fathers)
- 1929: The Doctor’s Secret
- 1929: The Dummy
- 1929: Madame X
- 1929: Charming Sinners
- 1929: The Laughing Lady
- 1930: Wiegenlied (Sarah and Son)
- 1930: Paramount-Parade (Paramount on Parade)
- 1930: The Lady of Scandal
- 1930: Anybody’s Woman
- 1930: The Right to Love
- 1931: Unfaithful
- 1931: The Magnificent Lie
- 1931: Once a Lady
- 1932: Tomorrow and Tomorrow
- 1932: The Rich Are Always with Us
- 1932: Die große Pleite (The Crash)
- 1932: Frisco Jenny
- 1933: Lilly Turner
- 1933: Der Boß ist eine schöne Frau (Female)
- 1934: Journal of a Crime
- 1936: Lady of Secrets
- 1936: Girls’ Dormitory
- 1936: Zeit der Liebe, Zeit des Abschieds (Dodsworth)
- 1937: Die Ratte (The Rat)
- 1938: A Royal Divorce